# Hieronymus Albrecht Hass

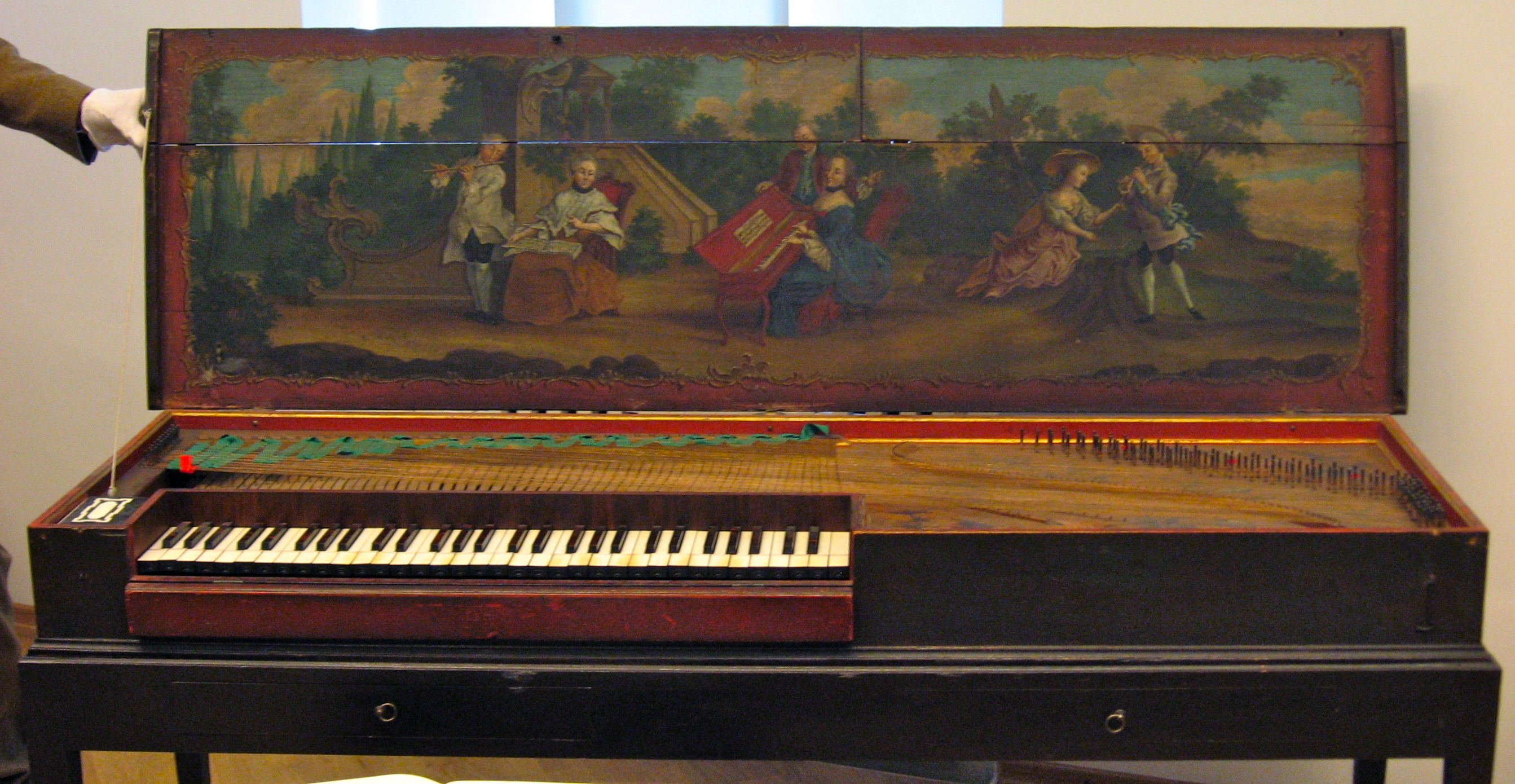
Hass-Clavichord (1742)

Hieronymus Albrecht Hass (Varianten: Haas, Hasse, Hase, Hasch) (getauft 1. Dezember 1689 in Hamburg; † 19. Juni 1752 ebenda) war ein deutscher Cembalo- und Clavichordbauer.

## Leben
Hieronymus Albrecht Hass ist der Vater von Johann Adolph Hass, der ebenfalls Cembali und Clavichorde baute. Er erlangte die Hamburger Bürgerrechte am 2. Oktober 1711, Hamburg war auch sein Geburts- und Sterbeort. 1713 ist er auf der Geburtsurkunde seines Sohnes als Instrumentenmacher und Clavirmacher verzeichnet.

## Werk

Bundfreies Clavichord von Hieronymus Albrecht Hass aus dem Jahr 1732 im Museum für Kunst und Gewerbe Hamburg

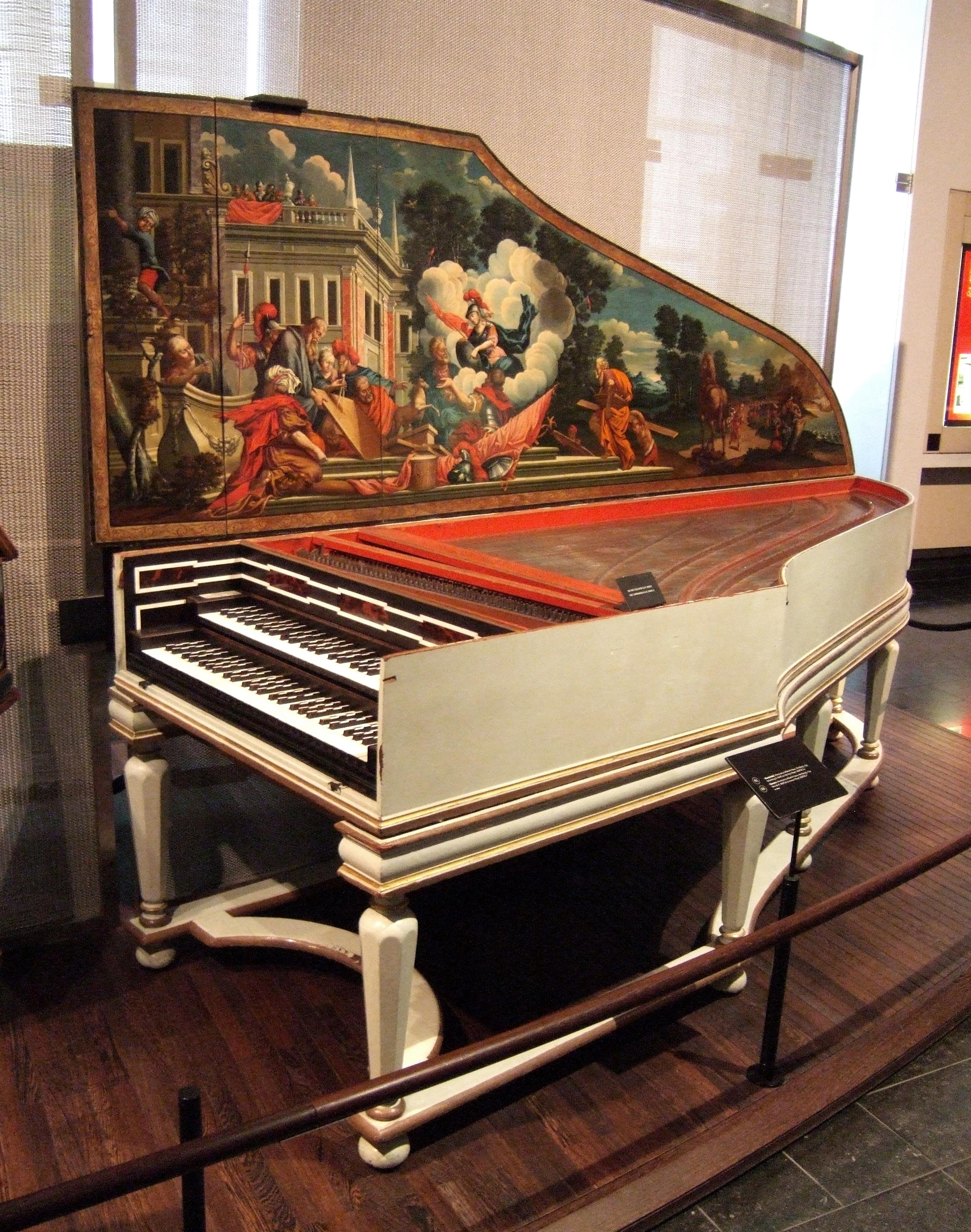
Cembalo von Hieronymus Albrecht Hass aus dem Jahr 1734 im Musikinstrumentenmuseum Brüssel

Die letzten von ihm gebauten Instrumente sind zwei bundfreie Clavichorde aus dem Jahr 1744; ein Clavicimbel für Herzog Friedrich Karl von Schleswig-Holstein-Plön wurde im selben Jahr ausgeliefert.
Die älteste schriftliche Bezugnahme auf Werke der Familie Hass stammt aus dem Jahr 1758, als Jakob Adlung „Hasse in Hamburg“ als den Erbauer eines cembal d’amour erwähnt. 1773 nennt der englische Musikhistoriker Charles Burney Hasse, father and son, both dead als deutsche Orgelbauer und erwähnt, dass ihre Flügel und Claviere sehr begehrt seien (their Flügel and Claviere are much sought After).
Raymond Russell schreibt über Hass und seinen Sohn, dass „Umfang und Qualität ihres überlieferten Werks sie einen der vorderen Ränge im deutschen Instrumentebau einnehmen lassen“. Über ihre Instrumente schreibt Frank Hubbard, dass „nur ein einziges als in herkömmlicher Weise disponiert betrachtet“ werden könne (only one has what could be regarded as a normal disposition). Ihre überlieferten Cembali zeigen in verschiedener Hinsicht das Bemühen um eine Weiterentwicklung des Instruments: eines aus dem Jahr 1721 ist 2,58 m lang; eines von 1723 hat die unübliche Disposition 8′ – 8′ – 8′ –  4′. Gelegentlich richtete Hass ein 16′-Register (eine Oktave unter dem Standard-8′-Register) und ein 2′-Register (2 Oktaven über dem 8′-Register) ein.
1740 schuf Hass das größte bekannte Cembalo, das vor dem 20. Jahrhundert gebaut wurde: Es hat drei Manuale mit Koppeln, fünf Register (16′, 8′, 8′, 4′, 2′), sechs Reihen Springer, einen Lautenzug und einen Harfenzug für das 16′-Register.